# كيتشي توشيا
كيتشي توشيا (باليابانية: 土屋圭市؛ بالكانا: つちや けいいち) هو سائق سيارة سباق ياباني، ولد في 30 يناير 1956 في تومي في اليابان.

## وصلات خارجية
- الموقع الرسمي
- كيتشي توشيا على موقع Racing-Reference.info (الإنجليزية)
- كيتشي توشيا على موقع DriverDB.com (الإنجليزية)
- كيتشي توشيا على موقع IMDb (الإنجليزية)
- كيتشي توشيا على موقع ميوزك برينز (الإنجليزية)
- كيتشي توشيا على موقع إن إن دي بي (الإنجليزية)
- كيتشي توشيا على موقع ANN person (الإنجليزية)